# Muvumba (Byumba)
Muvumba war eine Gemeinde (commune) in der Präfektur Byumba im Norden Ruandas an der Grenze zu Uganda.

## Geschichte
Von 1987 bis 1994 war der direkt vom Präsidenten ernannte Onesphore Rwabukombe Bürgermeister von Muvumba. Zur Zeit des Völkermords an den Tutsi lebte er jedoch nicht mehr in der Gemeinde. Er floh wie andere Hutu vor der 1990 aus Uganda einmarschierenden Tutsi-Rebellenarmee RPF von Paul Kagame aus Muvumba in den Süden. Rwabukombe, der mit seiner Familie später etliche Jahren in Deutschland lebte, wurde im Dezember 2015 vom Oberlandesgericht Frankfurt am Main wegen seiner maßgeblichen Teilnahme am „Kirchenmassaker von Kiziguro“ vom 11. April 1994 zu lebenslanger Haft verurteilt.